# Russell Springs (Kentucky)
Russell Springs è un comune degli Stati Uniti d'America, situato nello Stato del Kentucky, nella contea di Russell.